# Noč na Hmeljniku
Noč na Hmeljniku je drama Ivana Laha, ki jo je napisal leta 1921. Vrši se v noči od 16. na 17. oktober 1809.

## Osebe
- Gospod Hmeljniški
- Gospa Hmeljniška
- Jeronim, graščakov brat, duhovnik-jožefinec
- Julija, Antonijeta, graščakovi hčerki iz prvega zakona
- Hedon, graščakov stric
- Evgen, domači plemič
- De Gardùs, francoski major
- Jules Chalin, njegov adjutant
- Župnik, star kmečki duhovnik
- Gostje, sluge, dekle, kmetje, hlapci, vojaki

## Vsebina

### 1. dejanje
Gospa brani ljubimcu Evgenu, da bi vodil kmete v boj zoper Francoze, boji se zanj, upor se ji zdi brezupen. Evgen ji odgovarja, da je dolžnost do domovine prva, zaupa v zmago in hrepeni po slavi. Vtem prijezdi na grad De Gardὐs s stražo. Omamila ga je gospejina lepota, obenem pa ga zanima tudi grad, kjer menda kujejo zaroto zoper Francoze. Ko Evgen sliši, da Francoz pozna njihove namene, ga ukaže ujeti, da ne bi mogel obvestiti čet v mestu, kajti to noč bo odločilna bitka. –Jeronim prepričuje brata, naj ne deluje zoper Francoze: premočni so in njihove ideje so napredek, ki se mu nič ne more ustavljati. Graščak pa igra dvojno igro, po eni strani oborožuje kmete, po drugi se dela, da nima nič s tem. Evgen pritiska nanj, naj bo odločen: to bo boj za življenje in smrt.

### 2. dejanje
Na pojedini, ki jo je graščak priredil za god svoje gospe, stari župnik ognjevito govori zoper Francoze, k vero ponižujejo pod prestolom; za njim Evgen odkrito napije boju za svobodo domovine. Gosti so zmedeni, ni jim ljuba odkrita beseda, nekateri se kar poslovijo. Tedaj kmetje privedejo De Gardὐsa in njegove. Graščak, ki bi rad obdržal  videz prijateljstva, jih sprejme kot goste in častnikoma odkaže lepo sobo. Ponoči De Gardὐsa obišče gospa, da bi ga prepričala v nedolžnost graščinskih. Poslala da bo obvestilo v mesto, Da Gardὐs pa se ji mora pisno zavezati, da se nikomur od graščinskih ne bo nič zgodilo. Ko hoče gospa v pogubo vključiti tudi Evgena, se major ljubosumno upre, a ga premoti grofičina obljuba, da bo njegova. Vtem se pojavi Evgen, ukaže Francoze zapreti, gospe pa zaničljivo zabrusi, da je izdajalka, ki s poljubi prodaja svojo domovino in njemu kupuje svobodo. To si bo priboril sam, zmagal bo!

### 3. dejanje
Kmečka vojska je poražena, bili so izdani, Francozi so jih čakali s topovi. Evgen prepričuje Hmeljniškega, naj majorja in njegove ubije, le tako se lahko rešijo obtožbe upora. Toda graščak si noče mazati rok; da bi se izmuznil, Francoze izpusti in jim vrne orožje. Tedaj pa jih major vse proglasi za vojne ujetnike, kaznovani bodo kot uporniki in hujskači. Hmeljniški v strahu zavrne vso krivdo na Evgena, major pa prezirljivo izpove svojo vero: kdor hoče služiti domovini, mora pozabiti nase, svoje žrtve polagati na njen oltar in poznati le eno: zmago. Kako bodo zmagali oni, tako negotovi v sporu s seboj? Ukaže, naj Evgena odvedejo. Gospa na kolenih prosi milosti za ljubimca: vsega je kriva ljubezen, vse je bila le igra src, naj Evgenu ne stori nič žalega. Toda časnik v policiji zmagovalca gospodarja trdo nagovori: »Pot do zmage je igra preko src.«